# فجرة عيبان (السبرة)

تعديل مصدري - تعديل

فجرة عيبان محلة تابعة لقرية المحاط، التابعة لعزلة مطاية بمديرية السبرة إحدى مديريات محافظة إب في الجمهورية اليمنية.، بلغ تعداد سكانها 50 حسب تعداد اليمن لعام 2004.